# Мадьяр, Ласло
Ласло Мадьяр (латинизировання версия Ладисла́ус Мадья́р, венг. Magyar László; 13 ноября 1818, Сомбатхей, — 9 ноября 1864, Ponte de Cuio) — венгерский путешественник, исследователь Африки. Член-корреспондент Венгерской академии наук.
Служил австрийском и североамериканском флотах, в 1847 году отправился в португальские колонии на западном берегу Африки, объездил Конго, из бухты Бенгела проник во внутренние территории Африки и совершил несколько путешествий, как, например, в 1850 году на Муата-Ямво (Muata-Jamvo) и в 1852 году на Кунене.
В 1857 году Мадьяр перешёл на португальскую службу и основал между Бенгелой и Моссамедес новую колонию. Из описаний его путешествий вышла только первая часть, переведённая на немецкий язык под заглавием «Reisen in Südafrica, 1849-57» (Пешт, 1859).